# Egon Sommerfeld
Egon Sommerfeld (* 3. Dezember 1930 in Lindenwerder; † 26. Juni 2014) war ein deutscher Politiker (CDU). Er war von 1994 bis 2002 Mitglied im Landtag Sachsen-Anhalt.

## Ausbildung und Leben
Egon Sommerfeld besuchte bis 1944 die Volksschule und arbeitete nach der Vertreibung 1945 bis 1947 als Landarbeiter.  1948 wurde er Tierzuchtwart und arbeitete 1947 bis 1951 als Leistungsprüfer und 1951 bis 1954 in der elterlichen Landwirtschaft. 1954 bis 1960 arbeitete er als selbstständiger Bauer. Nach der Zwangskollektivierung war er 1960 bis 1990 als Genossenschaftsbauer tätig. Insgesamt war er 23 Jahre lang Vorsitzender der LPG Pretzier. 1962 wurde er Meister der Rinderzucht, 1971 Agraringenieur und 1975 Dipl.-Agraring.-Ökonom.
Egon Sommerfeld, der evangelischer Konfession war, war verheiratet und hatte drei Kinder.

## Politik
Egon Sommerfeld war seit 1952 Mitglied der CDU der DDR und von 1960 bis 1990 Mitglied im Kreisvorstand seiner Partei. 1990 bis 1994 war er Landrat im Landkreis Salzwedel. 1990 bis 1994 gehörte er dem Kreistag des Landkreises Salzwedel und seit 1994 dem Kreistag des Altmarkkreises Salzwedel an. Im Kreistag war er Vorsitzender des Bauausschusses. Daneben war er seit 1994 Mitglied im Gemeinderat Pretzier.
Er wurde bei der Landtagswahl in Sachsen-Anhalt 1994 im Landtagswahlkreis Salzwedel und 1998 über die Landesliste in den Landtag gewählt. Im Landtag war er Vorsitzender des Ausschusses für Ernährung, Landwirtschaft und Forsten und Mitglied im Ausschuss für Petitionen.

## Weitere Ämter
Von 1954 bis 1990 arbeitete er ehrenamtlich in verschiedenen Gremien der Rinder- und Pferdezucht sowohl auf regionaler wie zentraler Ebene mit. 1993 wurde er Ehrenmitglied im Pferdezuchtverband Sachsen-Anhalt und Ehrenmitglied der „Texas Rangers e.V“. Seit 1990 arbeitete er im Rinderzuchtverband Sachsen-Anhalt eG (RSA) als Vorstandsmitglied, sowie im Kreisrinderzuchtverein mit und war Ehrenmitglied des Rinderzuchtverbandes. Er war Mitglied in verschiedenen Vereinen und Verbänden.

## Ehrungen
- 2013: Verdienstkreuz am Bande der Bundesrepublik Deutschland